# Hypomecis gnopharia
Hypomecis gnopharia là một loài bướm đêm trong họ Geometridae.